# Alan Fitzsimmons
| (15788) 1993 SB        | 16 settembre 1993 |
| (15789) 1993 SC        | 17 settembre 1993 |
| 114156 Eamonlittle     | 4 novembre 2002   |
| 143048 Margaretpenston | 2 novembre 2002   |
| 158589 Snodgrass       | 23 giugno 2002    |
| 179595 Belkovich       | 22 giugno 2002    |
| 316741 Janefletcher    | 17 novembre 1998  |

Alan Fitzsimmons (...) è un astronomo britannico.

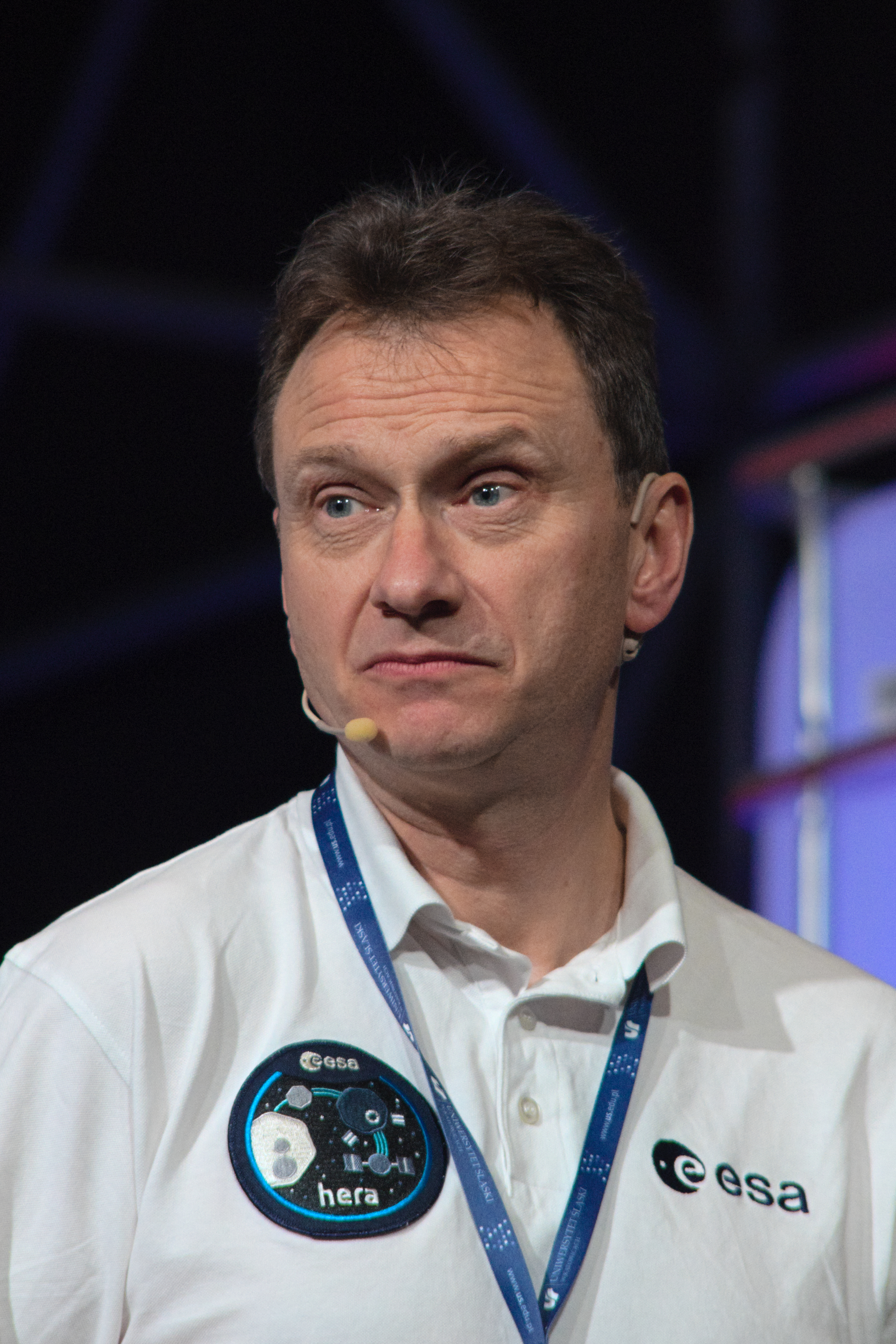
Alan Fitzsimmons (2020)

Il Minor Planet Center gli accredita la scoperta di quindici asteroidi, effettuate tra il 1993 e il 2002, di cui in parte in collaborazione con altri astronomi: Simon James Collander-Brown, Michael J. Irwin, Donal O'Ceallaigh e Iwan Williams.
Gli è stato dedicato l'asteroide 4985 Fitzsimmons.